# بوش (شركة)
روبرت بوش (بالإنجليزية:Robert Bosch)، تُعرف باسم بوش، وهي شركة ألمانية متعددة الجنسيات للهندسة والتكنولوجيا مقرها في غيرلينغن، ألمانيا. أسس الشركة روبرت بوش في مدينة شتوتغارت عام 1886. وتمتلك مؤسسة روبرت بوش ستيفتونغ الخيرية بنسبة 92٪.
تنتشر المجالات الأساسية لشركة بوش عبر أربعة قطاعات أعمال: التنقل (الأجهزة والبرامج) والسلع الاستهلاكية (بما في ذلك الأجهزة المنزلية والأدوات الكهربائية) والتكنولوجيا الصناعية (بما في ذلك القيادة والتحكم) وتكنولوجيا الطاقة والبناء.

## تاريخ

### 1886–1920
بدأ تاريخ الشركة في فناء خلفي في شتوتغارت الغربية باسم ورشة عمل للميكانيكا الدقيقة والهندسة الكهربائية (بالألمانية:Werkstätte für Feinmechanik und Elektrotechnik) في 15 نوفمبر 1886. وبعد عام واحد، قدم بوش أول مغناطيس ذو جهد منخفض لمحركات الغاز.
منذ عام 1897، بدأ بوش في تركيب أجهزة إشعال بالمغناطيس مصممة بشكل أفضل في السيارات وأصبحت المورد الوحيد لإشعال موثوق به حقًا في الصناعة. في عام 1902، كشف كبير المهندسين في شركة بوش، جوتلوب هونولد، عن نظام الإشعال بالمغناطيس عالي الجهد المزود بشمعة احتراق. مهد هذا المنتج الطريق لشركة بوش لتصبح موردًا رائدًا لقطع السيارات.
افتتح بوش أول مصنع في شتوتغارت في عام 1901. في عام 1906، أنتجت الشركة المغناطيس رقم مئة ألف. في نفس العام، أصبح مدة عمل العمال في بوش 8 ساعات. في عام 1910، تم إنشاء وبناء مصنع فيورباخ بالقرب من شتوتغارت. في هذا المصنع، بدأت بوش في إنتاج المصابيح الأمامية في عام 1913.
في عام 1917، تم تحويل بوش إلى شركة.

### حتى عام 2000
بعد الحرب العالمية الثانية، عقدت بوش شراكة مع شركة دينسو اليابانية.
في عام 1964، تم تأسيس روبرت بوش ستيفتونغ الخيرية. أسست بوش مركز تطوير جديد في شفيبردينجن في عام 1968، وانتقل المقر الرئيسي إلى جيرلينجن في عام 1970.
في عام 1981، استحوذت الشركة على حصة في تيلفونبو آند نورمالزييت التي تم تغيير اسمها إلى تيلينورما في عام 1985، وتم الاستحواذ عليها بالكامل في عام 1987. في عام 1994، تمت إعادة تسمية هذا الجزء من الشركة باسم بوش تيليكوم.
كانت أهم اختراعات الشركة حتى عام 2000 هي حساس الأكسجين (1976)، التحكم في المحرك الكهربائي (1979)، نظام مانع الانزلاق (1986)، مصباح الزينون للسيارات (1991)، نظام الثبات الإلكتروني (1995) والحقن المباشر للوقود (2000).

### القرن ال 21
في عام 2001، استحوذت بوش على مينسمن ريكسروث، والتي تم تغيير اسمها لاحقًا إلى بوش ريكسروث. في نفس العام، افتتحت الشركة مركز اختبار جديد في فايتودن، بالقرب من آيبلوغ في شمال السويد. تبعه مركز تطوير جديد في أبستات، ألمانيا في عام 2004.
في عام 2002، استحوذت بوش على فيليبس سي أس آي، والتي كانت في ذلك الوقت تصنع مجموعة واسعة من منتجات وأنظمة الاتصالات والأمن المهنية.
كانت الاختراعات المهمة في هذه السنوات هي الفرامل الهيدروليكية الكهربائية في عام 2001، راديو السيارة الرقمي بمحرك أقراص، والمفك اللاسلكي ببطارية ليثيوم أيون في عام 2003.
حصلت بوش على جائزة المستقبل الألمانية من الرئيس الألماني في عامي 2005 و 2008. تم التخطيط لإنشاء مركز تطوير جديد في عام 2008 في ريننينجين. في عام 2014، انتقلت الأقسام الأولى إلى المركز الجديد، بينما تبعتها الأقسام المتبقية في عام 2015.
في عام 2006، استحوذت بوش على اتصالات التلكس وإلكترو-فويس.
في عام 2009، استثمرت بوش حوالي 3.6 مليار يورو في التطوير والبحث. يتم نشر ما يقرب من 3900 براءة اختراع سنويًا. بالإضافة إلى زيادة كفاءة الطاقة من خلال استخدام الطاقة المتجددة، تخطط الشركة للاستثمار في مجالات جديدة مثل الهندسة الطبية الحيوية.
تطورت الصين لتصبح سوقًا مهمًا وقاعدة تصنيعية لشركة بوش. في عام 2012، كان لدى بوش4000 موظف وإيرادات 41.7 مليار يوان (حوالي 5 مليارات يورو) في الصين فقط.
- 2012 - شراء خدمة حلول أس بي أكس[17][18]
- 2012 - باعت بوش أنشطتها الخاصة بالمكابح لشركة كي بي إس كابيتال بارتنرز، مما أدى إلى إنشاء شركة شيزز بريكس انترناشونال[19]
- 2013 - أعلنت بوش أنها ستخرج من أعمالها في مجال الطاقة الشمسية
- 2014 - دخلت بوش في محادثات لشراء ريد بيند سوفتوير.[20]
- 2014 - استحوذت بوش على أكثر من 100٪ من الأسهم من المشروع المشترك السابق بوش (BSH) وسيمنز هاوسغريتا (الأجهزة المنزلية)[21]
- 2014 - حصلت بوش على جائزة الشريك الذكي للولايات المتحدة لعام 2014 للأمن المادي من شركة إن غرام مايكرو.[22]
- 2015 - استحوذت بوش على 100٪ من أسهم المشروع المشترك السابق زد أف لأنظمة التوجيه (كان نصف بالنصف مع زد أف فريدريشهافين)
- 2015 - اشترت بوش شركة سيو، وهي شركة ناشئة تعمل على بطاريات الليثيوم أيون الصلبة.[23][24]